# 기장 전씨
기장 전씨(機張全氏)는 부산광역시 기장군을 본관으로 하는 한국의 성씨이다. 시조 전영(全泳)은 고려에서 문과에 급제해 형부전서 판전농사사를 지내고 기장백에 봉해졌다. 

## 참고 자료
- “기장전씨(機張全氏)”. 뿌리를 찾아서.[깨진 링크(과거 내용 찾기)]